# Episodi di Medici in corsia (prima stagione)
La prima stagione della serie televisiva Medici in corsia è stata trasmessa in anteprima in Germania da Das Erste tra il 22 gennaio 2015 e il 25 febbraio 2016.
| nº | Titolo originale           | Titolo italiano     | Prima TV Germania | Prima TV Italia   |
| -- | -------------------------- | ------------------- | ----------------- | ----------------- |
| 1  | Der erste Tag              | inedito             | 22 gennaio 2015   | inedito           |
| 2  | Freunde und Familie        | inedito             | 29 gennaio 2015   | inedito           |
| 3  | Gemeinsam einsam           | Soli insieme        | 5 febbraio 2015   | 17 settembre 2024 |
| 4  | Courage                    | Coraggio            | 19 febbraio 2015  | 17 settembre 2024 |
| 5  | Ehrlichkeit                | Onestà              | 26 febbraio 2015  | 18 settembre 2024 |
| 6  | Nächstenliebe              | Beneficenza         | 5 marzo 2015      | 18 settembre 2024 |
| 7  | Lebensglück                | Felicità nella vita | 19 marzo 2015     | 19 settembre 2024 |
| 8  | Schein oder Sein           | Apparenza o essere  | 26 marzo 2015     | 19 settembre 2024 |
| 9  | Grenzen                    | inedito             | 2 aprile 2015     | inedito           |
| 10 | Um jeden Preis             | inedito             | 9 aprile 2015     | inedito           |
| 11 | In letzter Sekunde         | inedito             | 16 aprile 2015    | inedito           |
| 12 | Neues Leben                | inedito             | 23 aprile 2015    | inedito           |
| 13 | Starke Mädchen             | inedito             | 30 aprile 2015    | inedito           |
| 14 | Entscheidungen             | inedito             | 7 maggio 2015     | inedito           |
| 15 | Auf Herz und Nieren        | inedito             | 21 maggio 2015    | inedito           |
| 16 | Der Richtige               | inedito             | 28 maggio 2015    | inedito           |
| 17 | Alte Liebe                 | inedito             | 4 giugno 2015     | inedito           |
| 18 | Tiefe Wunden               | inedito             | 11 giugno 2015    | inedito           |
| 19 | Die große Liebe            | inedito             | 18 giugno 2015    | inedito           |
| 20 | Sei ehrlich mit dir selbst | inedito             | 2 luglio 2015     | inedito           |
| 21 | Schritt für Schritt        | inedito             | 9 luglio 2015     | inedito           |
| 22 | Am Limit                   | inedito             | 16 luglio 2015    | inedito           |
| 23 | Auf Messers Schneide       | inedito             | 17 settembre 2015 | inedito           |
| 24 | Schuld und Vergebung       | inedito             | 24 settembre 2015 | inedito           |
| 25 | Grenzen überwinden         | inedito             | 1º ottobre 2015   | inedito           |
| 26 | Abgestürzt                 | inedito             | 8 ottobre 2015    | inedito           |
| 27 | Aufrecht gehen             | inedito             | 15 ottobre 2015   | inedito           |
| 28 | Wahrer Mut                 | inedito             | 22 ottobre 2015   | inedito           |
| 29 | Traumtänzer                | inedito             | 29 ottobre 2015   | inedito           |
| 30 | Wahrheiten                 | inedito             | 5 novembre 2015   | inedito           |
| 31 | Lebenslügen                | inedito             | 12 novembre 2015  | inedito           |
| 32 | Alte Bande                 | inedito             | 19 novembre 2015  | inedito           |
| 33 | Reine Kopfsache            | inedito             | 3 dicembre 2015   | inedito           |
| 34 | Prinzipien                 | inedito             | 10 dicembre 2015  | inedito           |
| 35 | Lebenslinien               | inedito             | 17 dicembre 2015  | inedito           |
| 36 | Kreuzwege                  | inedito             | 7 gennaio 2016    | inedito           |
| 37 | Hänsel und Gretel          | inedito             | 14 gennaio 2016   | inedito           |
| 38 | Geheimnisse                | inedito             | 21 gennaio 2016   | inedito           |
| 39 | Zivilcourage               | inedito             | 28 gennaio 2016   | inedito           |
| 40 | Lernen und Loslassen       | inedito             | 4 febbraio 2016   | inedito           |
| 41 | Heimkehrer                 | inedito             | 18 febbraio 2016  | inedito           |
| 42 | Wunder                     | inedito             | 25 febbraio 2016  | inedito           |